# Phyllomys lundi
Phyllomys lundi és una espècie de mamífer rosegador de la família de les rates espinoses. És endèmica del sud-est del Brasil (Minas Gerais i Rio de Janeiro). El seu hàbitat natural són les selves pluvials perennifòlies de frondoses. Està amenaçada per la fragmentació del seu entorn natural.
El seu nom específic, lundi, és en honor del naturalista danès Peter Wilhelm Lund, que entre altres contribucions a la zoologia descrigué el gènere Phyllomys.